# 楊斎延一

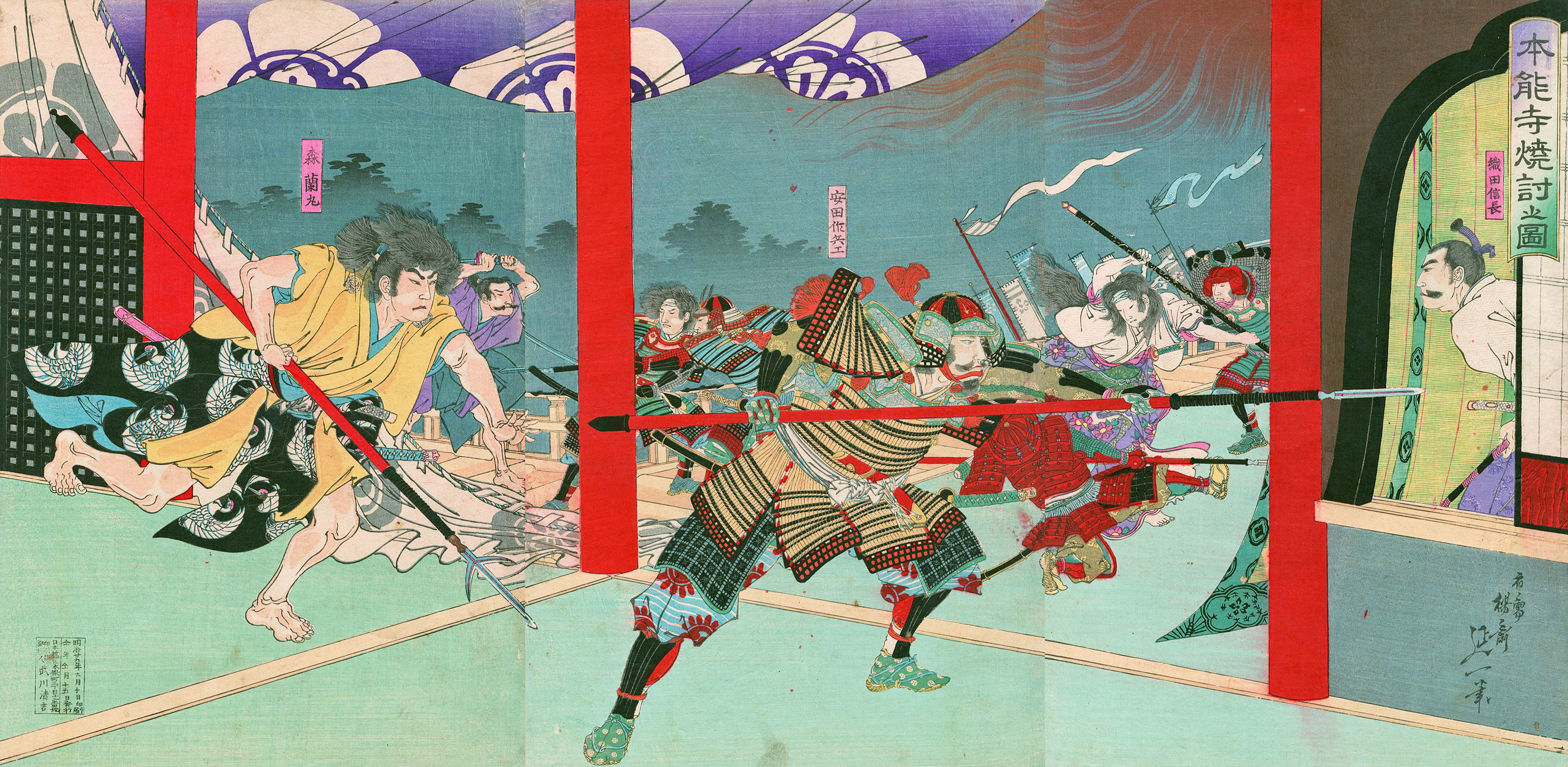
「本能寺焼討之図」　名古屋市蔵。延一画。

楊斎 延一（ようさい のぶかず、明治5年（1872年） - 昭和19年（1944年））は、明治時代の浮世絵師。

## 来歴
楊洲周延の門人。姓は渡辺、後に島田、名は次郎。楊斎と号す。東京本郷森川町に住んでいた。作画期は明治20年（1887年）頃から明治40年（1907年）頃までで、主に、日清戦争、日露戦争などの戦争物の錦絵を描いて名を上げている。また、他に美人画や風俗画、博覧会、憲法、国会関係、「東京名所」連作なども手がけた。代表作として「陸海軍大演習之図」、「参謀本部会議之図」、「大元帥陛下新橋御発輦ノ図」などがあげられ、その他に「大日本国会議事図」や「東京名所上野公園之景」などの3枚続も描いている。明治20年代には石版画も描き、晩年には肉筆画を描いた。享年73。

## 作品
- 「東京名所」 大判3枚続 連作 明治20年
- 「国会議事堂会議之図」 大判3枚続 明治22年
- 「第三回内国勧業博覧会開館之図」 大判3枚続 明治23年
- 「東風俗 美人の月見」 大判3枚続 明治23年
- 「女礼式之図」 大判3枚続 明治23年
- 「広島大本営会議之図」 大判3枚続 明治27年
- 「我兵鴨緑江を渡る図」 大判3枚続 明治27年
- 「鴨緑江附近露軍撃退之図」 大判3枚続 明治27年 プラハ国立美術館所蔵
- 「金州城占領ノ図」 大判3枚続 明治27年 プラハ国立美術館所蔵
- 「鳳凰城攻撃之図」 大判3枚続 明治27年 プラハ国立美術館所蔵
- 「東京名所 愛宕山公園見晴」 大判3枚続 明治30年
- 「東京名所 御殿山より品川を望む」 大判3枚続
- 「北京城総攻激之図」 大判3枚続 明治33年
- 「御遊覧青葉之里」 大判3枚続 明治36年
- 「日露旅順大激戦之図」 大判3枚続 明治37年
- 「日露陸海軍人画解」 大判3枚続 明治37年 プラハ国立美術館所蔵
- 「東京勧業博覧会」 大判3枚続 明治40年
- 「東京勧業博覧会画譜」 横大判 明治40年 江戸東京博物館所蔵
- 「古事記双六」 双六絵 プーシキン美術館所蔵
- 「桜下美人図」 絹本着色 浮世絵 太田記念美術館所蔵